# Sergio Vainman
Sergio Vainman (Buenos Aires, 22 de agosto de 1951) es autor y productor de televisión y teatro argentino. Conjuntamente con Jorge Maestro, es considerado uno de los creadores de la telenovela juvenil en la televisión argentina; ambos han recibido numerosos premios, entre los cuales figuran el Martín Fierro, Broadcasting, Konex, Prensario y Argentores.

## Sociedad con Jorge Maestro
A fines de la década de 1970 establece una sociedad con Jorge Maestro que perdurará hasta 1997, y juntos hacen sus primeras armas en televisión en 1980 con Pipo en el aire, un programa protagonizado por Pipo Pescador y Roberto Carnaghi y otros ciclos infantiles. En 1982 se vuelcan hacia el público adulto, y sorteando la censura de la dictadura militar (1976-1983) escriben junto a otros autores el ciclo Nosotros y Los Miedos, un programa que afrontó temáticas sociales profundas, relegadas de la pantalla chica.
Además de Nosotros y los Miedos (1982-1983), fueron autores de unitarios para adultos como Estado Civil (1990-1991), Zona de Riesgo (1992-1993), Los Machos (1994-1995) y Archivo Negro (1997). Durante la década de 1980 destacaron con varias telenovelas con la actriz mexicana Verónica Castro, como Desengaño de Amor (1983), Yolanda Luján (1984) y Amor Prohibido (1987).
Por fuera de los ciclos adultos e infantiles, entre los que se cuenta Amigovios (1995), la dulpa Maestro y Vainman crea un género hasta entonces sin desarrollar que es la telenovela juvenil, conquistando al público con ciclos de notable éxito, como Clave de Sol (1987-1990), La Banda del Golden Rocket (1991-1993) o Montaña Rusa (1994-1995).
Del mismo modo fueron autores de programas para toda la familia como Mesa de Noticias (1986), Gente como la gente (1987), Pocas Pulgas (1988), Gerente de familia (1993-1995), o Como Pan Caliente (1996).

## Reality shows
A partir de 2001, finalizada la sociedad con Jorge Maestro, participó como coautor del programa Poné a Francella (2001), la telenovela mexicana Código Postal (2006). Pero en este período Vainman también se dedicó a la producción de contenidos de diversos reality shows. Realizó los dos primeros ciclos de Gran hermano Argentina (2001) y a partir del año 2002 en México produjo Big Brother México (2002), Big Brother II (2003), Big Brother 3R (2005), Big Brother VIP (2002), Big Brother VIP II (2003), Big Brother VIP III (2004), Operación Triunfo México 2002), Confianza Ciega México (2004) y El Bar Provoca (2005) también fue guionista de Gran Hermano de Argentina Séptima Edición en 2011-2012 (GH7 Argentina). Desde el año (2009) es presidente del Consejo de Televisión de Argentores.

## Premios y reconocimientos
Junto a Jorge Maestro, en junio de 2019 fue declarado Personalidad destacada de la Ciudad Autónoma de Buenos Aires en el ámbito de la cultura por la Legislatura de la Ciudad Autónoma de Buenos Aires.